# Opium War
Pour plus de détails, voir Fiche technique et Distribution.
Opium War est un film afghan réalisé par Siddiq Barmak, sorti en 2008.

## Synopsis
En Afghanistan, deux soldats américains blessés tombent sur un groupe d'Afghans dans un tank russe.

## Fiche technique
- Titre : Opium War
- Réalisation : Siddiq Barmak
- Scénario : Siddiq Barmak
- Musique : Daler Nazarov
- Photographie : Georgi Dzalayev
- Montage : Siddiq Barmak
- Production : Siddiq Barmak
- Société de production : Barmak Film, Cineclick Asia et Happinet
- Pays :  Afghanistan,  Corée du Sud et  Japon
- Genre : Comédie noire et guerre
- Durée : 90 minutes
- Dates de sortie : 
  -  Italie : octobre 2008 (Festival international du film de Rome)

## Distribution
- Peter Bussian : Don Johnson
- Joe Suba : Joe Harris
- Fawad Samani : Scorpion
- Jawanmard Paiez
- Marina Golbahari : la fille folle
- Hamid Hozouri : le père
- Berrshna Bahar
- Malik Akhlaqi : Joma
- Malikdelha : Akbar

## Distinctions
Le film a reçu le Marc Aurèle d'or au Festival international du film de Rome 2008. Le film a été choisi pour représenter l'Afghanistan dans la catégorie Meilleur film en langue étrangère à la 81e cérémonie des Oscars mais n'a pas été nommé.

## Article annexe
- Psychotrope au cinéma et à la télévision